# Холочье
Холочье (бел. Халочча) — деревня в Ровковичском сельсовете Чечерском районе Гомельской области Беларуси.

## География

### Расположение
В 23 км на юго-запад от Чечерска, 27 км от железнодорожной станции Буда-Кошелёвская (на линии Гомель — Жлобин), 42 км от Гомеля.

### Гидрография
На западе и юге мелиоративные каналы, соединённые с рекой Прудовка (приток реки Липа).

## Транспортная сеть
На шоссе Довск — Гомель. Планировка состоит из прямолинейной улицы, ориентированной с юго-востока на северо-запад, с обеих сторон шоссе. Застройка деревянная, усадебного типа.

## История
Согласно письменным источникам известна с начала XIX века как селение в Дудичской волости Рогачёвского уезда Могилёвской губернии. Согласно ревизских материалов 1859 года во владении помещика Дерноловича. В 1880 году открыт хлебозапасный магазин. Согласно переписи 1897 года действовали хлебозапасный магазин, 3 ветряные мельницы. Рядом одноимённый фольварк. В 1909 году 721 десятина земли, школа (в 1907 — 46 учеников), винный магазин, мельница. В фольварке 135 десятин, на хуторе 16 десятин земли.
С 8 декабря 1926 года до 1986 года центр Холочского сельсовета Чечерского, с 25 декабря 1962 года Буда-Кошелёвского, с 6 января 1962 года Чечерского районов Гомельского (до 26 июля 1930 года) округа, с 20 февраля 1938 года Гомельской области.
В 1930 году организован колхоз «1 Мая», работали 4 ветряные мельницы, кузница, маслобойня. Во время Великой Отечественной войны на фронтах погибли 94 жителей, память о них увековечивают скульптура солдата и плиты с именами павших, установленные в 1959 году в центре деревни. Согласно переписи 1959 года центр сельскохозяйственного производственного предприятия «Возрождение». Располагались комбинат бытового обслуживания, механическая мастерская, мельница, лесопилка, средняя школа, Дом культуры, библиотека, фельдшерско-акушерский пункт, отделение связи, столовая, магазин.
В состав Холочского сельсовета до 1987 года входили посёлки Дубовица, Восток (в настоящее время не существуют).

## Население

### Численность
- 2004 год — 5 хозяйств, 14 жителей.

### Динамика
- 1816 год — 40 дворов, 292 жителя.
- 1897 год — 84 двора, 562 жителя (согласно переписи).
- 1909 год — 91 двор, 677 жителей.
- 1959 год — 471 житель (согласно переписи).
- 2004 год — 5 хозяйств, 14 жителей.